# Cabral (República Dominicana)
Cabral é um município da República Dominicana pertencente à província de Barahona.
Sua população estimada em 2012 era de 12 738 habitantes.